# Îles Exumas
Les îles Exumas sont un archipel des Bahamas qui se compose de plus de 360 îles ou îlots, dont un certain nombre sont privés.
La plus grande île s'appelle Great Exuma, et mesure plus de 60 kilomètres de long. La principale agglomération de l'île est George Town (1080 hab. au recensement de 1990), fondée en 1793 et située sur Great Exuma. Le tropique du Cancer traverse cette ville. George Town fut ainsi appelée en l'honneur de George III.
La chaîne entière d'îles est longue de plus de 200 kilomètres pour une superficie de 193 km2.

## Histoire
Les îles Exumas sont le berceau des indiens Arawaks, qui ont été complètement réduits en esclavage au début du XVIe siècle puis déportés, laissant les îles inhabitées jusqu'au XVIIIe siècle. Entre-temps, ces îles ont été des repaires pour les pirates qui erraient dans la Caraïbe.
Les îles Exumas furent colonisées vers 1783 par des loyalistes américains chassés par la révolution américaine, qui ont développé la culture du coton sur l'île.
John Rolle, un colon loyaliste des Exumas, est une figure historique importante des îles. À sa mort, en 1835, il lègue toutes ses terres à ses esclaves. En son honneur, nombre de villes de Great Exuma ont été baptisées de son nom (comme Rolleville et Rolletown).

## Géographie
Cinq centimètres de fond à marée basse et, par endroits, guère plus de cinquante à marée haute. On a l'impression de pouvoir marcher d'îlot en îlot le long de ce chapelet de « 365 perles ».
Ces îles abritent un parc national terrestre et maritime, le Exuma National Land and Sea Park fondé en 1958, premier parc national des Bahamas. L'archipel compte aujourd'hui vingt-cinq espaces protégés.
Le parc national marin des Exumas est connu sous le nom d'« aquarium ». Clarté exceptionnelle et couleurs éclatantes révèlent un foisonnement de vie : algues géantes, éponges, coraux, poissons bagnards, mérous rayés, vivaneaux à queue jaune...Les requins peuvent aussi surgir à l'improviste. Dans tout l'archipel, on dénombre près de soixante-dix espèces de requins.

### Îles et ilots
Les îles Exumas  comptent au total 365 îles et ilots, dont un certain nombre sont privés
- Great Exuma
- Little Exuma
- Farmer's Cay
- Staniel Cay
- Ragged Island

Îles ou ilots privés:
- Little Halls Pond Cay
- Indigo Island
- Caye Cave[3].

## Population
Les îles Exumas comptent 6 928 habitants selon le recensement de 2010.

## District
Exuma est l'un des 32 districts des Bahamas. Il est composé de l'ensemble des îles Exumas à l'exception du district de Black Point. Il porte le numéro 12 sur la carte.